# Mariana Starke
Pour les articles homonymes, voir Starke (homonymie).
Mariana Starke (Epsom (Angleterre), 1762 - Milan, 1838) est un écrivain britannique et l'auteur du premier guide touristique d'Italie en langue anglaise. Elle parcourut l'Europe et, en particulier, l'Italie, entre la fin du XVIIIe et le début du XIXe siècle. Elle séjourna notamment en Ligurie et au Piémont de 1792 à 1798, puis de 1817 à 1819.

## Biographie
Elle est la fille de Mary Hugues et de Richard Starke (1719-1793), gouverneur du Fort Saint-George de la Compagnie des Indes Orientales, et naquit à Epsom, en Angleterre, où elle passa sa jeunesse. En 1792, sa famille déménagea à Pise (Italie) où elle séjourna jusqu'en 1794. Son père Richard y mourut le 5 mars de la même année, à l'âge de 74 ans, et fut inhumé au cimetière acatholique (principalement protestant et anglais) de Livourne.
Mariana Starke reçut une éducation multiculturelle, surprenante pour une jeune fille de son époque, par ailleurs « dotée d'un tempérament fort, d'une nature excentrique et d'un esprit aux opinions bien arrêtées ». Elle étudia le latin, le grec et les langues orientales. Grâce à son livre Voyages en Italie, on peut retracer ses déplacements à travers la péninsule. Cet ouvrage contient de nombreuses lettres, dont la première, par exemple, est expédiée de Nice en septembre 1792. Les autres lettres constituent un compte-rendu de la Première Campagne d'Italie, que Starke vécut en personne. Quand les Français envahirent Nice, elle fut contrainte de partir pour Gênes avec sa mère, rejoignit ensuite Florence, déjà conquise, le 30 juin 1796. Ses lettres permettent de découvrir Rome, Livourne, Pise, Florence, Naples, Sorrente et Venise pendant les conquêtes napoléoniennes ainsi qu'après le Congrès de Vienne de 1814-1815. À la suite d'un autre voyage en Italie dans les années 1817-1819, elle publia Voyages sur le continent en 1820. Elle mourut à Milan en 1838.
Ses guides, publiés à Londres et à Paris, ont servi de modèles aux guides de voyage ultérieurs. Ils rassemblent de précieuses informations dans le domaine artistique mais aussi de nombreux renseignements d'ordre pratique sur les voies de communications, les stations de poste et les villes italiennes et françaises.
Sa renommée est bien affirmée de son vivant. Stendhal la cite, avec ironie, au chapitre treize de La Chartreuse de Parme : « Ce savant [...] ne payait pas la moindre bagatelle sans en chercher le prix dans le voyage d'une Mme Starke qui est arrivé à une vingtième édition, parce qu'il indique à l'Anglais prudent le prix d'un dindon, d'une pomme, d'un verre de lait, etc, etc,... ».

## Œuvres

### Œuvres de théâtre
- The British Orpan (tragédie non publiée et jouée à titre privé chez Madame Crespigny à Camberwell, en 1791). Mary Champion de Crespigny ran a theatre at Camberwell in the 1790s where Mariana Starke, for example, saw several of her plays performed.
- The Sword of Peace or a Voyage of Love (jouée au théâtre royal de Haymarket, Londres, en 1788)
- The Widow of Malabar tragédie en trois actes, jouée au théâtre royal de Covent Garden, Londres (1799) (adaptée de La Veuve de Malabar (1770) d'Antoine-Marin Lemierre (1733-1793), jouée à Londres en 1790)
- The Tournament, tragédie adaptée du drame romantique Agnes Bernauerinn de Joseph August von Toerring (de) (1780)

### Poésie
- The Poor Soldier, an American tale founded on a recent fact: édité par J. Walter, Londres, 1789
- The Beauties of Carlo Maria Maggi, paraphrased: to which are added Sonnets, by Mariana Starker: édité par S. Woolmer, Exeter, et distribué par Longman, Hurst, Rees, and Orme, London; by Upham, and also by Barratt, Bath, 1811

### Livres et guides de voyage
- Letters from Italy: between the years 1792 and 1798 containing a view of the revolutions in that country, from the capture of Nice by the French Republic to the expulsion of Pius VI. From the Ecclesiastlcal State: likewise pointing out the matchless works of art which still embellish Pisa, Florence, Siena, Rome, Naples, Bologna, Venice, &c. With instructions for the use of invalids and families. (2 volumes), London, 1800.
- Travels in Italy, Between the Years 1792 and 1798, with a supplement comprising Instructions for travelling in France, London, Phillips, 1802.
- Travels on the Continent written for the use and particular information of travellers, London, 1820.
- Travels in Europe Between the Years 1824 and 1828 comprising a historical account of Sicily, Murray, London, 1828.
- Information and Directions for Travellers on the Continent, 5e édition, Gallignani, Paris, 1826.
- Travels in Europe for the use of Travellers on the Continent and likewise in the Island of Sicily, to which is added an account of the Remains of Ancient Italy (658 p; 2 maps); 9e édition, A. and W. Galignani, Paris, 1839.